# Edmond Ginestet
Pour les articles homonymes, voir Ginestet (homonymie).
Edmond Ginestet, né le 7 septembre 1900 à Aubin (Aveyron) et mort le 20 février 1963 à Argenteuil (Seine-et-Oise), est un homme politique français, député de l'Aveyron de 1948 à 1951.

## Biographie
Issu d'un milieu populaire, Edmond Ginestet passe par l'école normale d'instituteurs de Rodez, mais ne semble pas avoir achevé ses études, dans la mesure où sa qualification se résume à un certificat d'études primaires supérieures. Il travaille ensuite comme fraiseur sur métaux.
Dès 1920, il adhère au Parti communiste, et sur la recommandation du bureau politique du parti, quitte l'Aveyron pour aller travailler chez Schneider, au Creusot, où il s'investit dans l'action syndicale, au sein de la CGTU, dont il devient immédiatement le secrétaire du syndicat dans l'entreprise.
L'année suivante, en 1925, il devient permanent du parti, avec la tâche de structurer les communistes de la région de la Garonne, ce qu'il fait avec un certain autoritarisme qui est parfois mal perçu. À l'issue du Vème congrès du PCF (juin 1926), il entre au comité central du parti.
Son volontarisme dans l'action lui vaut, en décembre 1925, une condamnation pour action antimilitariste par le tribunal de Villefranche-de-Rouergue. Arrêté en juillet 1928, il est emprisonné jusqu'en mars 1929. Il reste cependant de facto le secrétaire régional du parti, par l'intermédiaire de son épouse, Palmyre, qui est la titulaire officielle de cette charge, dont elle s'acquitte de façon assez peu satisfaisante du point de vue de la direction nationale.
Ayant repris ses fonctions après sa libération, Edmond Ginestet est chargé par le bureau politique d'une opération d'épuration du parti dans le sud-ouest. Il est ainsi à l'origine de l'exclusion de Jean Baby, qui obtient le soutien de tout le bureau départemental de la Haute-Garonne. Cette crise déstabilise le parti, déjà peu implanté, et se solde par une forme de désaveu de l'action de Ginestet : Baby est finalement réintégré, en 1931, dans la région parisienne, tandis que la structure régionale est scindée en deux (Aveyron et Haute-Garonne).
Edmond Ginestet ne se voit confier la responsabilité d'aucune des deux nouvelles structures. Il se consacre alors à l'action électorale. Candidat malheureux aux législatives de 1928 (8,3 % des inscrits), il est élu l'année suivante au conseil municipal d'Aubin. Il se présente aussi, sans succès aux cantonales en 1928, 1931 et 1934.
De nouveau candidat aux législatives en 1932 (3,2 % des voix), il n'a pas plus de succès, mais la dynamique du Front populaire le pousse. En 1935, il est élu maire d'Aubin, et, l'année suivante, s'il est éliminé au premier tour des législatives et se désiste en faveur du socialiste Paul Ramadier, c'est avec un score de 19 % des voix.
En 1940, il est interné, comme communiste, et déporté en Algérie.
De retour en France après la libération, il retrouve son mandat de maire d'Aubin, et devient secrétaire de la fédération communiste de l'Aveyron, fonction qu'il occupe jusqu'en 1956. Il est second sur la liste menée par Guy de Boysson pour les élections législatives de novembre 1946 dans l'Aveyron.
Seul Boysson est élu, mais en 1948, abandonne son siège de député pour entrer à l'assemblée de l'Union française. Ginestet lui succède donc et devient député.
À l'assemblée, il est un député actif, prenant notamment part aux discussions sur les budgets et projets en lien avec le ministère de l'intérieur. Ainsi, il est un des orateurs communistes chargé de porter la contestation contre la révision de la loi électorale créant le système des apparentements, qui entre en vigueur pour les législatives de 1951.
C'est ce système qui lui coûte son siège de député en 1951. De nouveau candidat en 1956 et 1958, il ne retrouve jamais de mandat parlementaire.
Il meurt à l'âge de 62 ans.

## Détail des fonctions et des mandats
Mandat parlementaire
- 15 septembre 1948 - 4 juillet 1951 : Député de l'Aveyron